# Atentado de Brindisi de 2012
El Atentado de Brindisi de 2012 es un evento que ocurrió el sábado 19 de mayo de 2012 a las 7:45 de la mañana cuando tres cilindros de gas bomba de fabricación casera  escondido en un gran cubo de basura explotó en frente de la  escuela Morvillo Falcone en Brindisi, Italia, matando a una joven de 16 años e hiriendo a cinco personas (una de gravedad).

## Explosión
El ataque tuvo lugar en Brindisi, Puglia en la mañana del sábado 19 de mayo de 2012, cuando a las 7.45 a. m. hora local tres cilindros de gas bombas detonaron dentro de un contenedor de basura cerca de la puerta de entrada frente a la escuela secundaria Morvillo Falcone, cuando los estudiantes llegaban. El autobús acababa de descargar más estudiantes. Los cilindros, que estaban atados juntos, explotaron al lado de la estudiante Melissa Bassi de 16 años, que tomó toda la fuerza de la poderosa onda expansiva y sufrió "heridas terribles", que incluían quemaduras en el 90% de su cuerpo y la pérdida de un brazo. Ella murió poco después en el hospital.
Otra estudiante de 16 años de edad, Verónica Capodieci resultó gravemente herida con graves lesiones torácicas y abdominales. Otros cuatro estudiantes, incluyendo a la hermana mayor de Verónica, resultaron con heridas y quemaduras graves, una niña corría el riesgo de perder las dos piernas. Sus compañeros de inmediato se apresuraron a ayudar a las víctimas antes de que las ambulancias y la policía llegaron. Los estudiantes heridos yacían en el suelo con el pelo y la ropa quemada, la pared de la escuela cerca del epicentro del estallido mostraron extensa abrasador y la calle estaba llena de libros, papeles y mochilas. Vidrios de las ventanas rotas también cubrió el pavimento.

## Arrestos
A las veinticuatro horas después del ataque, la policía detuvo a dos hombres sospechosos de llevar a cabo el atentado. Fueron llevados para ser interrogados después que la policía examinó la película tomada de las cámaras de seguridad cercanas. Las imágenes revelaron un hombre bien vestido, de mediana edad activando un control remoto que detonó la bomba justo después de que los estudiantes bajaran de los autobuses. Uno de los sospechosos es un hombre de entre 50 y 55 años con una formación militar y con "conocimiento de la electrónica". Los dos hombres fueron puestos en libertad después que la policía determinó que no tenían ninguna relación con el atentado. En junio de 2013 Giovanni Vantaggiato fue sentenciado a cadena perpetua por el delito.